# V Scuti
V Scuti är en pulserande variabel av Mira Ceti-typ (M) i stjärnbilden Skölden.
Stjärnan varierar mellan visuell magnitud +9,7 och svagare än 14,1 med en period av 0,95498575 dygn eller 22,919658 timmar.